# Jaki Graham
Pour les articles homonymes, voir Graham.
Jaki Graham, née Jacqueline Maureen Graham le 15 septembre 1956 à Birmingham en Angleterre, est une chanteuse britannique de soul, RnB, pop.
Elle se fait connaître avec une série de succès internationaux entre 1985 et 1986, le premier étant une reprise du groupe américain The Spinners, Could It Be I'm Falling in Love (en), en duo avec le chanteur britannique David Grant (en), suivi de Round and Around, Mated (nouveau duo avec David Grant), Set Me Free, Breaking Away et Step Right Up.
Extraites de ses deux premiers albums, Heaven Knows et Breaking Away, ces chansons valent à Jaki Graham d'être la première chanteuse britannique noire à classer six titres consécutivement dans les vingt premiers du UK Singles Chart,.
En 1994, elle reprend Ain't Nobody de Rufus and Chaka Khan et décroche la première place du Hot Dance Club Songs, le classement des titres les plus diffusés en discothèque aux États-Unis.

## Distinctions
Jaki Graham obtient une nomination aux Brit Awards 1987 dans la catégorie meilleure artiste solo féminine britannique.
En octobre 2012 elle est intronisée au Birmingham Walk of Stars (en),,. Un spectacle a lieu ce mois-là, au cours duquel elle interprète certains de ses succès, ainsi qu'une sélection de chansons de son album For Sentimental Reasons.
En 2015, Jaki Graham reçoit un diplôme honorifique de l'université de Wolverhampton en reconnaissance des services qu'elle a rendus à l'industrie musicale.

## Discographie
- 1985 - Heaven Knows
- 1986 - Breaking Away
- 1989 - From Now on
- 1994 - Real Life
- 1995 - Best Shots (compilation)
- 1995 - Hold on
- 1996 - Rhythm of Life
- 1997 - Don't Keep Me Waiting
- 1998 - My Life
- 2009 - Greatest Hits Live!
- 2010 - Absolute Essential – The Very Best of Jaki Graham (compilation)
- 2012 - For Sentimental Reasons
- 2018 - When a Woman Loves
- 2021 - 35th Anniversary Collection (réédition des deux premiers albums avec des titres bonus, coffret de 4 CD)